# ملعب بايريكي الوطني
ملعب بايريكي الوطني هو ملعب وطني يقع في بايريكي، بكيريباتي وويستضيف الملعب مباريات منتخب كيريباتي لكرة القدم، ويتسع الملعب لـ 2.500 متفرج.